# Зиберс, Хендрик Корнелис
Хендрик Корнелис Зиберс (1890—1949) — нидерландский орнитолог.

## Биография
Зиберс интересовался птицами, особенностями их систематики. Он особенно восхищался орнитологом Отто Кляйншмидтом, а научился препарировать птиц у Пола Луиса Стинуизена (1891—1937) в Амстердаме (среди прочего, это известный таксидермист и фотограф птиц, который работал в Амстердамском зоопарке).
Получил степень доктора в 1920 году. В качестве полевого орнитолога публиковался, например, писал о птицах Анхольта, черноголовой и буроголовой гаичках. Работал в Зоологическом музее Богора на Яве (с 1920), собирал птиц на Суматре, Борнео, острове Буру и островах Кай. На Буру описал два новых вида мухоловок: Muscicapa segregata и Ficedula harterti. В 1930 году на основании семи экземпляров, собранных в 1921—1922 лепидоптерологом Ламбертусом Йоханнесом Токсопеусом (Lambertus Johannes Toxopeus) описал вид птиц Charmosyna toxopei.
В 1927 году учёный покинул музей и стал учителем средней школы на Яве. Он относительно хорошо пережил японскую оккупацию, но потерял свою библиотеку. В октябре 1947 года Зиберс вернулся в Нидерланды, вышел на пенсию и умер два года спустя.

## Избранные публикации
- Fauna buruana, aves, Treubia 7, Supplement 5, 1930, Стр. 165—303
- Neve Vogel von Sumba. Treubia. Band 10, Nr. 2-3. 1928 Стр. 399—404 e-journal.biologi.lipi.go.id Архивная копия от 27 июля 2020 на Wayback Machine

## Таксоны
В его честь назван вид чешуехвостых крыс Uromys siebersi Thomas 1923 с островов Кай. А вид птиц Ficedula harterti сам Зиберс назвал в честь Эрнста Хартерта (1859—1933).